# جورجو بونجووانی
جورجو بونجووانی (ایتالیایی: Giorgio Bongiovanni؛ زادهٔ ۴ مارس ۱۹۲۶) بازیکن بسکتبال اهل ایتالیا بود. وی در بازی‌های المپیک تابستانی ۱۹۵۲ شرکت کرده‌است.